# میردادخان نجرابی
میردادخان نجرابی (زاده ۱۳۴۳ ولسوالی نجراب ولایت کاپیسا) سیاستمدار افغانستان و نماینده مردم ولایت کاپیسا در دوره شانزدهم مجلس نمایندگان است. وی در مجلس شانزدهم نمایندگان افغانستان عضو کمیسیون امور داخلی می‌باشد.

## زندگی‌نامه
میردادخان نجرابی زاده ۱۳۴۳ از ولسوالی نجراب ولایت کاپیسا می‌باشد. تحصیلات متوسطه خود را در لیسه/دبیرستان حیدرخان در سال ۱۳۶۸ به پایان برد و سند کارشناسی (لیسانس) خود را از دانشکده حقوق و علوم سیاسی دانشگاه کابل دریافت و دوره کارشناسی ارشد (ماستری) خود را در رشته حقوق و علوم سیاسی در یک دانشگاه خصوصی ادامه داد.

## دیگر فعالیت‌ها
دیگر فعالیت‌های ایشان:
- معاون کندک کشف فرقه ۶ کاپیسا.
- آمر جنایی ولسوالی نجراب ولایت کاپیسا (۱۳۷۳-۱۳۷۵).
- معاون امنیتی فرماندهی زون شماره دوم.
- مسئول محاسبه و بودجه و معاون اداری فرماندهی زون /لشکر ۱۰۱ آسمائی کابل.